# Harmony Tan
Harmony Tan (Parijs, 11 september 1997) is een tennisspeelster uit Frankrijk. Zij begon op zesjarige leeftijd met het spelen van tennis. Haar favoriete ondergrond is gravel. Zij speelt rechtshandig en heeft een tweehandige backhand.

## Loopbaan
In 2017 kreeg Tan samen met Audrey Albié een wildcard voor Roland Garros op het vrouwendubbelspeltoernooi. In 2018 nam zij ook in het enkelspel deel aan een grandslamtoernooi, op het US Open.
In januari 2021 won Tan het $60k-toernooi van Andrézieux-Bouthéon (Frankrijk) – in de finale versloeg zij de Roemeense Jaqueline Cristian. Hiermee kwam zij binnen in de top 200 van de wereldranglijst.
Tot op heden(juli 2022) won zij acht ITF-titels in het enkelspel, en één in het dubbelspel.
Op het WTA-toernooi van Bogota 2021 bereikte Tan de halve finale, waarin zij verloor van de latere winnares María Camila Osorio Serrano. In mei bereikte zij de halve finale van het toernooi van Saint-Malo – hierdoor kwam zij binnen in de top 150 van de wereldranglijst.
In februari 2022 maakte zij haar entrée op de top 100 in het enkelspel. Op Wimbledon versloeg zij onder meer Serena Williams en bereikte zij vervolgens de vierde ronde.

## Posities op deWTA-ranglijst
Positie per einde seizoen:
| jaar | rang enkelspel | rang dubbelspel |
| ---- | -------------- | --------------- |
| 2013 | 1032           | –               |
| 2014 | 435            | –               |
| 2015 | 559            | 911             |
| 2016 | 400            | 725             |
| 2017 | 366            | 528             |
| 2018 | 314            | 505             |
| 2019 | 247            | 342             |
| 2020 | 233            | 307             |
| 2021 | 108            | 530             |

## Resultaten grandslamtoernooien
| Legenda | Legenda                          |
| ------- | -------------------------------- |
| g.t.    | geen toernooi gehouden           |
| l.c.    | lagere categorie                 |
| –       | niet deelgenomen                 |
| G       | uitgeschakeld in de groepsfase   |
| 1R      | uitgeschakeld in de eerste ronde |
| 2R      | uitgeschakeld in de tweede ronde |
| 3R      | uitgeschakeld in de derde ronde  |
| 4R      | uitgeschakeld in de vierde ronde |
| KF      | uitgeschakeld in de kwartfinale  |
| HF      | uitgeschakeld in de halve finale |
| F       | de finale verloren               |
| W       | het toernooi gewonnen            |
| w-v     | winst/verlies-balans             |

### Enkelspel
| toernooi        | 2018 | 2019 | 2020 | 2021 | 2022 |
| --------------- | ---- | ---- | ---- | ---- | ---- |
| Australian Open | –    | –    | –    | –    | 2R   |
| Roland Garros   | –    | 1R   | 1R   | 2R   | 1R   |
| Wimbledon       | –    | –    | g.t. | –    | 4R   |
| US Open         | 1R   | –    | –    | –    |      |

### Vrouwendubbelspel
| toernooi        | 2017 |      | 2020 | 2021 | 2022 |
| --------------- | ---- | ---- | ---- | ---- | ---- |
| Australian Open | –    | –    | –    | –    |      |
| Roland Garros   | 1R   | 1R   | 1R   | 1R   |      |
| Wimbledon       | –    | g.t. | –    | –    |      |
| US Open         | –    | –    | –    |      |      |